# 스펠손

스펠손의 위치

스펠손(Spelthorne)은 잉글랜드 서리주에 위치한 비도시 자치구로 중심 도시는 스테인스어폰템스이며 인구는 98,106명(2014년 기준), 면적은 51.16km2이다.